# 切爾泰澤鄉
47°54′N 23°28′E / 47.900°N 23.467°E
切爾泰澤鄉（羅馬尼亞語：Comuna Certeze, Satu Mare），是羅馬尼亞的鄉份，位於該國西北部，由薩圖馬雷縣負責管轄，面積105平方公里，海拔高度276米，2007年人口5,519，人口密度每平方公里53人。

## 友好城市
- 法國 日耶尔